# Джимутавахана
Джимутавахана (IAST: Jīmūtavāhana) — индийский санскритский учёный и писатель, живший в XII веке. Является автором религиозных трактатов и самым ранним бенгальским автором трудов по индуистскому праву (из тех, чьи работы дошли до наших дней). Принадлежал к бенгальскому брахманскому роду парибхадра.
Перу Джимутаваханы принадлежат три известных трактата, которые, возможно, были частью сборника «Дхарма-ратна». В «Калавивеке» он проводит детальный анализ благоприятных временных периодов для совершения религиозных ритуалов и церемоний. В этом труде также обсуждаются месяцы лунного и солнечного календаря. Основываясь на датах, упоминаемых в тексте, он был написан в 1093 году. Другой его труд, «Вивахара-матрика» («Ньяяратна-матрика» или «Ньяяматрика») посвящён теме вивахары (юридических процедур). Главным трудом Джимутаваханы принято считать основанную на «Яджнавалкья-смрити» «Даябхагу», где описываются законы наследства. В Бенгалии и Ассаме, вплоть до принятия соответствующих индийских законов в 1956 году, «Даябхага» была основным руководством, регулирующим законы наследства. В поздний средневековый период к «Даябхаге» было написано несколько комментариев.